# Anne-Sophie Versnaeyen
Anne-Sophie Versnaeyen (née à Arras) est une compositrice française de musique de film.

## Biographie
Anne-Sophie Versnaeyen naît à Arras et grandit dans le village de Rivière. Altiste de formation classique, elle étudie au Conservatoire national supérieur de musique de Paris dans la Formation supérieure aux métiers du son, dont elle est diplômée en 2010,. Elle cite le compositeur américain John Williams comme une de ses références en musique de films.
Elle commence sa carrière par l'orchestration de musiques de films pour des réalisateurs tels que Philippe Rombi ou Alexandre Desplat. Elle travaille aux côtés du compositeur Armand Amar, et elle signe sa première musique de film pour Requiem pour une tueuse de Jérôme Le Gris en 2011.
Anne-Sophie Versnaeyen rencontre le réalisateur Nicolas Bedos lors de son travail en tant qu'orchestratrice sur le film Monsieur et Madame Adelman. Ils commencent à travailler ensemble de façon régulière. En 2019, elle collabore avec lui pour composer la musique du film La Belle Époque,. Début 2023, elle reçoit le Premier Prix des auditeurs France Musique-Sacem de la musique de film pour Mascarade de Nicolas Bedos.
Elle écrit également la musique de plusieurs documentaires et téléfilms, tels que Une mère en trop de Thierry Petit en 2015 et Tu vivras ma fille de Gabriel Aghion en 2018.
En février 2024, elle crée le poème symphonique « Rivière », en hommage au village dans lequel elle a grandi et à sa grand-mère.

## Filmographie
Sauf indication contraire, les informations mentionnées dans cette section peuvent être confirmées par la base de données cinématographiques IMDb,  présente dans la section « Liens externes ».
- 2011 : Tu seras mon fils  de Gilles Legrand (orchestration)
- 2011 : Requiem pour une tueuse de Jérôme Le Gris
- 2012 : De rouille et d'os de Jacques Audiard (orchestration)
- 2013 : Blood Ties (supervision musicale)
- 2013 : Voyage sans retour de François Gérard
- 2013 : Belle et Sébastien de Nicolas Vanier (orchestration)
- 2016 : La Promesse du feu de Christian Faure
- 2017 : À mon âge je me cache encore pour fumer de Rayhana Obermeyer
- 2017 : Un sac de billes de Gilles de Maistre (musiques additionnelles)
- 2017 : Monsieur et Madame Adelman de Nicolas Bedos (arrangements)
- 2018 : Mia et le Lion blanc de Gilles de Maistre
- 2019 : La Belle Époque (avec Nicolas Bedos)
- 2019 : Chambord de Laurent Charbonnier
- 2019 : Woman d'Armand Amar[10]
- 2020 : Mon cousin de Jan Kounen
- 2020 : Hold-up, documentaire produit par Pierre Barnérias
- 2020 : Replay (court métrage) de Bridget O'Driscoll
- 2021 : OSS 117 : Alerte rouge en Afrique noire de Nicolas Bedos
- 2021 : Lynx de Laurent Geslin
- 2022 : Mascarade de Nicolas Bedos
- 2023 : Bernadette de Léa Domenach
- 2024 : Karaoké de Stéphane Ben Lahcene
- 2024 : Brocéliande, série télévisée de Bruno Garcia

## Distinctions
Sauf indication contraire, les informations mentionnées dans cette section peuvent être confirmées par la base de données cinématographiques IMDb,  présente dans la section « Liens externes ».
- International Film Music Critics Association Awards (IFMCA) 2020 : nomination comme révélation de l'année
- Fastnet Short Film Festival 2022 : prix du jury de la meilleure musique originale pour Replay
- Premier Prix des auditeurs France Musique-Sacem de la musique de film pour Mascarade[8]